# Stadion Stroitel
Het Stadion Stroitel is een ijsbaan in Oefa in de republiek Basjkirostan in Rusland. De eerste langebaanwedstrijd op de openlucht-natuurijsbaan werd gehouden in 1959. De laatste officiële langebaanwedstrijd werd gehouden in 1997. Op de ijsbaan worden tegenwoordig vooral ijsspeedway wedstrijden georganiseerd.

## IJsspeedway wedstrijden
Internationale kampioenschappen
- 1964 - EK individueel
- 1965 - EK individueel
- 1966 - WK Grand Prix individueel
- 1966 - WK Grand Prix individueel 2
- 1967 - WK Grand Prix individueel
- 1967 - WK Grand Prix individueel 2
- 1968 - WK Grand Prix individueel
- 1968 - WK Grand Prix individueel 2
- 2003 - EK individueel
- 2004 - WK Grand Prix individueel
- 2007 - WK Grand Prix individueel
- 2009 - WK Grand Prix individueel
- 2010 - EK individueel
- 2012 - WK Grand Prix individueel
- 2013 - EK individueel
- 2016 - EK individueel
- 2017 - EK individueel
- 2019 - EK individueel